# Större rödögonflickslända
Större rödögonflickslända (Erythromma najas) är en art i insektsordningen trollsländor som tillhör familjen dammflicksländor. 
Andra namn som används för arten är rödögd flickslända eller rödögonflickslända. 

## Kännetecken
Den större rödögonflicksländans hane känns främst igen på sina röda ögon, ett kännetecken som givit den dess trivialnamn. I övrigt är hanen blå med mörk teckning på mellankropp och bakkropp. Honan är mer dämpad i färgerna. Vingarna är genomskinliga med ljust gråblått vingmärke. Vingbredden är omkring 50 millimeter och bakkroppens längd är 25 till 31 millimeter.

## Utbredning
Större rödögonflickslända finns i stora delar av Europa, utom i nordligaste Skandinavien, på Irland och i Skottland. Norrut är dess förekomst inte lika sammanhängande som i söder, utan mer spridd. I Sverige finns den över så gott som hela landet, utom i fjällen.

## Levnadssätt
Den större rödögonflicksländans habitat är främst sjöar, men också andra, mindre vattensamlingar. Den håller gärna till ute över öppet vatten och sätter sig hellre på bladen till näckrosor och annan flytande vattenvegetation än i vegetationen längs strandkanten. Efter parningen lägger honan äggen tillsammans med hanen, i stjälkarna på vattenväxter. Utvecklingstiden från ägg till imago är ett till två år och flygtiden från mitten av juni till juli, i de sydligare delarna av utbredningsområdet även in i augusti.